# 招束沟乡
招束沟乡是中国辽宁省阜新市阜新蒙古族自治县下辖的一个乡。

## 行政区划
招束沟乡下辖下招束沟村、花台营子村、朱沙拉村、地宫村、上招束沟村、三家子村、拉各拉村。